# Utricularia biovularioides
Utricularia biovularioides este o specie de plante carnivore din genul Utricularia, familia Lentibulariaceae, ordinul Lamiales. A fost descrisă pentru prima dată de Kuhlmann, și a primit numele actual de la Peter Geoffrey Taylor. Conform Catalogue of Life specia Utricularia biovularioides nu are subspecii cunoscute.